# Neuf Sœurs
 (Mai 2018).
La loge des Neuf Sœurs est une loge maçonnique du Grand Orient de France fondée en 1776 par l'astronome Jérôme de Lalande. La loge eut une influence particulière dans l'organisation du soutien français à la Guerre d'indépendance des États-Unis. Elle est également réputée pour avoir hébergé en son sein des hommes de renom tels Voltaire et Benjamin Franklin, lequel en fut élu vénérable maître.

## Généralités
La loge fut fondée en 1776 par Jérôme de Lalande, avec le soutien de Madame Helvétius. Son nom est repris de celui d'une « Société des neuf sœurs » qui fut active au sein de l'Académie royale des sciences de Paris dès 1769, en tant que société charitable « inspirée par les Muses ». Les neuf sœurs sont les filles de Mnémosyne, muse de la mémoire.
Pendant la Révolution française, l'Académie royale des sciences fut réorganisée et « épurée » de l'influence de la noblesse. Deux membres de la loge, Antoine-Laurent de Jussieu et Gilbert Romme, en collaboration avec l'abbé Grégoire, participèrent à l'organisation d'une Société libre des Sciences, Belles lettres et Arts pour financer ce qui était devenu l'Institut de France et préserver l'influence de la loge des Neuf Sœurs.
Au début de la Révolution, les Neuf Sœurs devint Société nationale et subsista jusqu'en 1792. Elle se reconstitua en 1805 et poursuivit ses travaux jusqu'en 1848, avec une interruption entre 1829 et 1836, mais ne parvint jamais à retrouver l'éclat de sa première décennie.
Les « vénérables » successifs de la première décennie furent : Benjamin Franklin (1779-1781), Adrien-Nicolas de La Salle (1781-1783), Nicolas-Christiern de Thy de Milly (1783-1784), Jean-Baptiste Mercier Dupaty (1784), Jean-Baptiste-Jacques Élie de Beaumont (1784-1785), Emmanuel de Pastoret (1788-1789).

## Les Américains

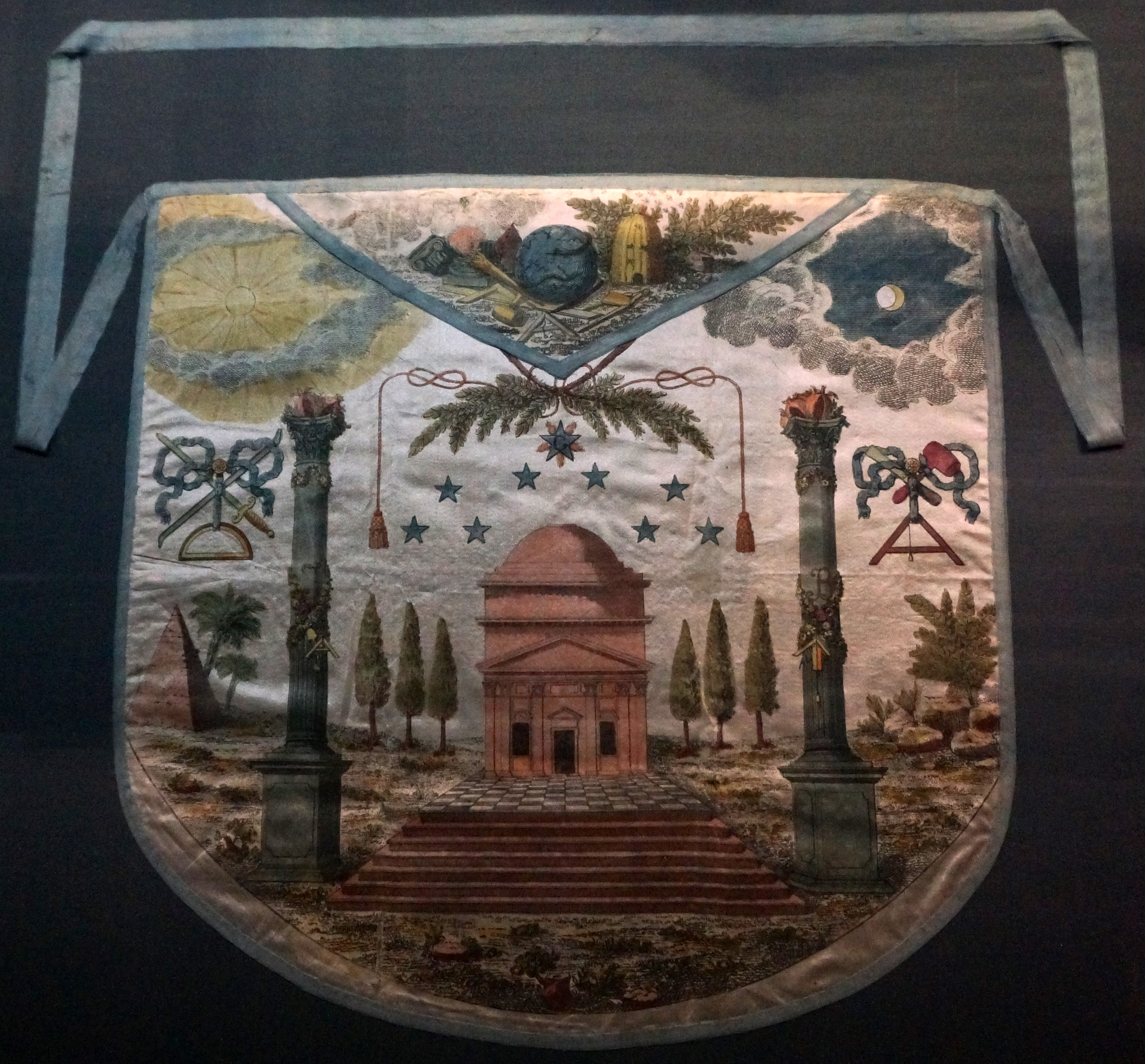
Tablier de Voltaire

En 1778, l'année où Voltaire devint membre honoraire des Neuf Sœurs, Benjamin Franklin et John Paul Jones y furent également admis. Benjamin Franklin fut élu vénérable maître de la loge en 1779, puis réélu en 1780. Quand, après un long travail d'influence en Europe, il revint en Amérique pour participer à la rédaction de la Constitution, sa place d'émissaire des États-Unis fut prise par Thomas Jefferson, l'auteur de la déclaration d'indépendance des États-Unis, en compagnie de son ami John Adams, par la suite Franklin revint avec Thomas Paine.
Jean-Antoine Houdon, membre des Neuf Sœurs, ajouta le buste de Jefferson à la longue liste de ses sculptures, qui comprenait déjà celle de Franklin et du marquis de La Fayette. Jefferson persuada Houdon de réaliser la statue de George Washington, pour laquelle il fit le voyage en Amérique en 1785.
Pendant que Jefferson résidait à Paris, à la Maison des Feuillants, son voisin était Jean-François Marmontel, secrétaire perpétuel de l'Académie des sciences, lui aussi membre de la loge. À cette même époque, John Adams, l'ami de Jefferson était le voisin, à Auteuil, de la veuve d'Helvétius, qui tenait le salon appelé le « cercle d'Auteuil ». La correspondance de Thomas Jefferson avec Jean-Nicolas Démeunier, autre membre de la loge, est particulièrement intéressante dans l'étude de la propagation en Europe des idées favorables à la Révolution américaine.

## Le cercle d'Auteuil
Le cercle d'Auteuil était le salon tenu par Mme Helvétius, Anne Catherine de Ligniville d'Autricourt (1719-1800), dans lequel débattirent la plupart des plus célèbres penseurs des Lumières. Outre ses invités américains, elle y reçut des  philosophes comme d'Alembert, Diderot, Fontenelle, le baron d'Holbach, Beccaria, Destutt de Tracy, l’Abbé Raynal, l’Abbé Morellet, Condillac ou Cabanis, des ministres libéraux comme Turgot, puis certains acteurs de la Révolution comme l'Abbé Sieyès, Volney, l'Abbé de Talleyrand, Garat, Nicolas Bergasse, Junius Frey, Mirabeau, Condorcet, Manon Roland et son mari Roland de la Platière, Chamfort, Roucher et Cabanis, qu'elle considéra comme son fils et qui resta à Auteuil après son décès, en 1800, pour maintenir vivant l'esprit du cercle.
Bien qu'étant souvent des franc-maçons, les membres du cercle n'étaient cependant pas tous membres des Neuf Sœurs. En particulier, il n'a jamais été démontré que Condorcet ait été membre de la loge.

## Les idéologues
Les Neuf Sœurs et le cercle d'Auteuil perdirent beaucoup de leurs membres sous la Terreur. Parmi ceux qui survécurent, Destutt de Tracy fut libéré presque sur les marches de la guillotine.
Dominique Joseph Garat, Volney, Georges Cabanis, Pierre-Louis Ginguené et Destutt de Tracy animèrent le cours de sciences politiques et morales à l'Institut.
Pierre-Louis Ginguené fonda le journal la Décade philosophique. Destutt de Tracy forgea le mot « idéologie » pour désigner leur philosophie.
Napoléon Bonaparte, qui n'appréciait pas l'indépendance intellectuelle des idéologues, fit fermer en 1803 le cours de sciences morales et politiques. « C'est une guerre ouverte déclarée à notre science bien-aimée », écrivit Cabanis à Maine de Biran. Napoléon reconnut plus tard la main du cercle d'Auteuil dans l'opposition de Maine de Biran à sa politique en 1813.

## Membres
Personnalités membres de la loge par ordre alphabétique :
- Pierre Jean Georges Cabanis
- Antoine-Alexis Cadet de Vaux
- Chamfort
- Court de Gébelin
- Nicolas Dalayrac
- Jean-Nicolas Démeunier
- Louis de Fontanes
- Benjamin Franklin
- Dominique Joseph Garat
- l'abbé Grégoire[6]
- Jean-Baptiste Greuze
- Joseph-Ignace Guillotin
- Pierre-Louis Ginguené
- Louis-Félix Guynement de Kéralio
- le baron d'Holbach
- Jean-Antoine Houdon
- Louis-François Jauffret
- John Paul Jones
- Bernard-Germain de Lacépède
- Nicolas Bricaire de La Dixmerie
- Joseph Jérôme Lefrançois de Lalande
- Adrien-Nicolas de La Salle
- François Lay
- Antoine Mailly de Chateaurenaud
- Jérôme-Pélagie Masson de Meslay
- Jean-François Marmontel
- Louis-Sébastien Mercier
- Jacques Montgolfier
- Moreau le Jeune
- Moreau de Saint-Méry
- Nicolas François de Neufchâteau
- Emmanuel de Pastoret
- Niccolò Piccinni
- Jacques Rangeard
- Charles César Robin[7]
- Jean-Antoine Roucher
- l'abbé Roze
- Eustache de Saint-Far
- le Chevalier de Saint-George
- Emmanuel-Joseph Sieyès
- Claude Joseph Vernet
- Voltaire